# Point de base
 (signalé en mai 2025).
Si vous disposez d'ouvrages ou d'articles de référence ou si vous connaissez des sites web de qualité traitant du thème abordé ici, merci de compléter l'article en donnant les références utiles à sa vérifiabilité et en les liant à la section « Notes et références ».
- Archive Wikiwix
- Bing
- Cairn
- DuckDuckGo
- E. Universalis
- Gallica
- Google
- G. Books
- G. News
- G. Scholar
- Persée
- Qwant
- (zh) Baidu
- (ru) Yandex
- (wd) trouver des œuvres sur Wikidata

Le point de base d'un espace topologique est traité à l'article Espace pointé.
Point de base « ‱ » est un symbole typographique hérité des symboles pour cent « % » et pour mille « ‰ ». Il représente dix-millièmes d'une unité (soit un facteur de 0,0001 sur l'unité considérée), et se lit donc « pour dix mille ».

Visualisation d'un point de base selon différents repères : du centième au 1 millionième.

## Usages

### Économie
Un point de base (‱), expression venue directement de l'anglais basis point (abrégé en bp), désigne en langage économique et financier un centième de point de pourcentage. Le poids numérique d'un point de base est donc d'un centième de pourcentage - pour cent pour cent (%), ou pour dix mille (‱).
Un différentiel, en points de base, est défini comme la différence entre deux pourcentages, multipliée par cent. Par exemple, la différence entre les deux taux d'intérêt 5,00 % et 5,20 % est de 0,2 point de pourcentage, soit 20 points de base. De même, si une banque centrale fait passer son taux d'intérêt directeur de 8 % à 8,5 %, on dira qu'elle l'a relevé de 50 points de base. Il en est de même pour les taux de croissance de tous les agrégats économiques.
Cette expression a l'avantage de clarifier la discussion sur les variations de taux d'intérêt. En effet, une variation exprimée en « pour cent » est normalement calculée par rapport à la valeur de départ, ce qui peut conduire à des ambiguïtés quand on discute de différences de taux. Dire que « la différence entre 5,00 % et 5,20 % est de 0,2 % » serait un abus de langage : une hausse de 0,2 % par rapport à une valeur de référence de 5,00 % conduirait en toute rigueur à une valeur de 5,01 % (c'est-à-dire 5 % x [1 + 0,2 %]). Parler dans ce cas d'une « hausse de vingt points de base » élimine cette difficulté.
Du fait de cette définition, les variations exprimées en point de base sont additives (contrairement aux variations en pourcentage) : si un taux de 5 % est augmenté de 75 points de base puis de 50 points de base, il conduira à un taux de 6,25 %.